# Harri Ahmas
Harri Ahmas (Vaasa, 25 april 1957) is een hedendaags Fins componist.
Zijn studies deed hij aan het Keski-Pohjanmaa Music Institute te Kokkola alsook aan de bekende Sibelius-Akademie in Helsinki in het vak fagot (diploma 1984) en compositie. Zijn compositieleraren waren Einar Englund en Einojuhani Rautavaara. Hij voltooide zijn studies voor fagot in Wenen en in Boedapest. 
Zijn debuut als solofagottist maakte hij 1986 in Helsinki. Verdere ervaring als solist en in blazersensemble deed hij op in Finland, de Verenigde Staten van Amerika, Rusland, Wit-Rusland, Estland, Polen, Duitsland, Ierland, Denemarken, Noorwegen, Zweden en Oostenrijk. Ook orkestervaring deed hij van 1980 tot 1989 op bij het Finnish Radio Symphony Orchestra, van 1983 tot 1996 bij het Savonlinna Opera Festival Orchestra en sinds 1989 is hij 1e fagottist van het Lahti Symphonie Orchestra. Van 1981 tot 1989 was hij ook leraar aan de Sibelius Akademie in Helsinki en sinds de herfst van 2003 is hij als componist-in-residence verbonden aan het Päijät-Häme Music Institute.
Een concert met eigen composities ging 1994 in première in Helsinki. Het oeuvre omvat symfonieën en andere orkestwerken, soloconcerten voor verschillende instrumenten, toneelmuziek, kamermuziek, vocaal- en koormuziek.

## Composities

### Werken voor orkest
- 1992 Notes voor strijkorkest
- 1993 Luutuille (For Floor Cloths) pantomime voor een (schoonmaak-)werkster voor orkest
- 1994 Studia voor groot orkest
- 1997 Stilleben voor orkest
- 1998 ASKO Fanfare voor orkest (het mag ook uitgevoerd worden door de blazerssectie en 2 slagwerkers)
- 1999 Valse sensible voor orkest
- 2001-2002 Symphony No. 1
- 2003 Symphony No. 2

### Soloconcerten met orkest of instrumenten
- 1995 Concerto voor tuba, strijkers, slagwerk en piano
- 2001 Concerto voor eufonium en orkest
- 2003 Balladi Ihantalasta (Ballade from Ihantala) voor verteller en blazersensemble (ook in een versie voor symfonieorkest)
- 2004 Concerto voor viola en orkest

### Werken voor harmonieorkest
- 2000 Hic et nunc voor harmonieorkest
- 2002 Sinfonietta for Wind Band
- 2003 Balladi Ihantalasta (Ballade from Ihantala) (zie Soloconcerten met orkest of instrumenten)

### Kamermuziek
- 1981 Sonata per fagotto e pianoforte
- 1984 Dreifältiger Abschied voor fagot en piano
- 1987 Duet for Bassoon and Harp
- 1988 Tango Flautando voor 3 hobo's, cor anglais, 4 fagotten, dubbele basfagot (ook een versie voor fluit en piano)
- 1988 K-musik voor fagot en piano
- 1989 Quintet for Bassoon and String Quartet
- 1989-1990 Sextet for Double Bass and Chamber Ensemble
- 1990 Fanfare for Two Lahti Towers voor 3 trompetten en 3 trombones
- 1991 Clafacofonia voor klarinet, fagot en hoorn
- 1996 Lines and dots voor fagot, cello en piano
- 1996 Trio per tre fagotti
- 1998 Of the Life of Tithonus voor altsaxofoon, altviool en cello
- 1998 Von kräftigen Schlägen bis zum leichten Streifen voor fluit (dubbele piccolo), hobo, klarinet (dubbele basklarinet), fagot, slagwerk (1 speler), piano, viool, viola, cello, dubbele contrabas
- 1998 What is up must come down voor fluit, altsaxofoon, fagot, viola en cello
- 1999 Trio voor fluit, viool en gitaar
  1. Päällikkö Taperahi laulaa [Leider Taperahi zingt]
  2. Intermezzo
  3. Bossa alea
- 2001 Aspects of the Finnish Nature (on this planet) voor zanger, cello en sound space
  1. Birth
  2. Moonlight of the Polar Night
  3. Stars
  4. Mirrow
  5. Crash
  6. Genesis
- 2001 Brass Quintet - A too brief course in jazz voor twee trompetten, hoorn, trombone, tuba, percussie ad lib.
- 2003 Four bagatelli for horn and organ
  1. Veloce
  2. Semplice
  3. Capriccio
  4. Giocoso

### Toneelmuziek
- 1996-1999 Heart Streams kameropera voor mezzosopraan, bariton en orkest - libretto: Joel Elstelä
- 2004 Itämaan tähti music play voor mezzosopraan, twee tenoren, bariton, bas, kinderkoor en orkest, op teksten van Leo Kontula

### Vocale muziek en koorwerken
- 1978-1979 Three Songs for Mixed Choir Finse Volksliederen
  1. Ajattelen aikojani
  2. Tuuti, tuuti, tummaistani
  3. Merenkävijän rukous
- 1999 The Waters voor solo tenor, fluit (ook alt fluit), klarinet, percussie, 2 violen, altviool, cello, contrabas, op tekst van Petri Lehto
  1. The drizzle
  2. The pond
  3. The swell
  4. The ocean

- Bibsys: 4077762
- Gemeinsame Normdatei: 1089845480
- International Standard Name Identifier: 0000 0003 8504 4119
- Library of Congress Control Number: nr93010493
- Nationale Bibliotheek van Letland: 000087646
- MusicBrainz: 9372a8fd-8bde-4153-9b3b-d3c4ad67e143
- Nationale Bibliotheek van Israël: 987007315865405171
- Système universitaire de documentation: 15754723X
- Virtual International Authority File: 2894969
- WorldCat: E39PBJrGqDHBb4kFRGkc46bfMP